# Seaport Village

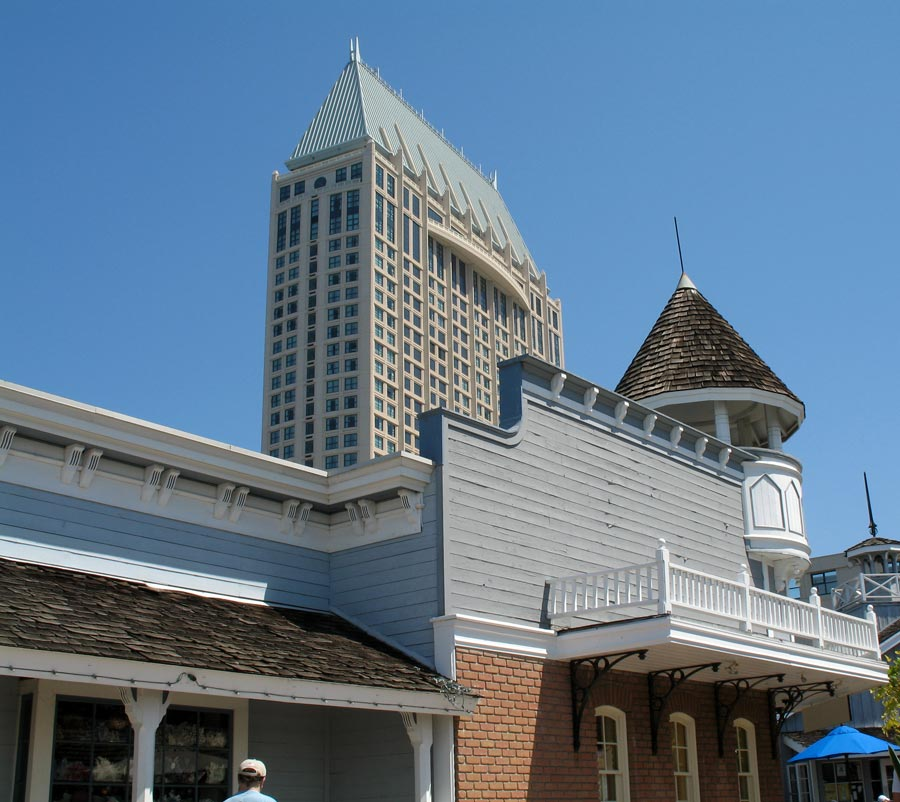
Una vetrina del Seaport Village, con uno degli hotel di downtown sullo sfondo.

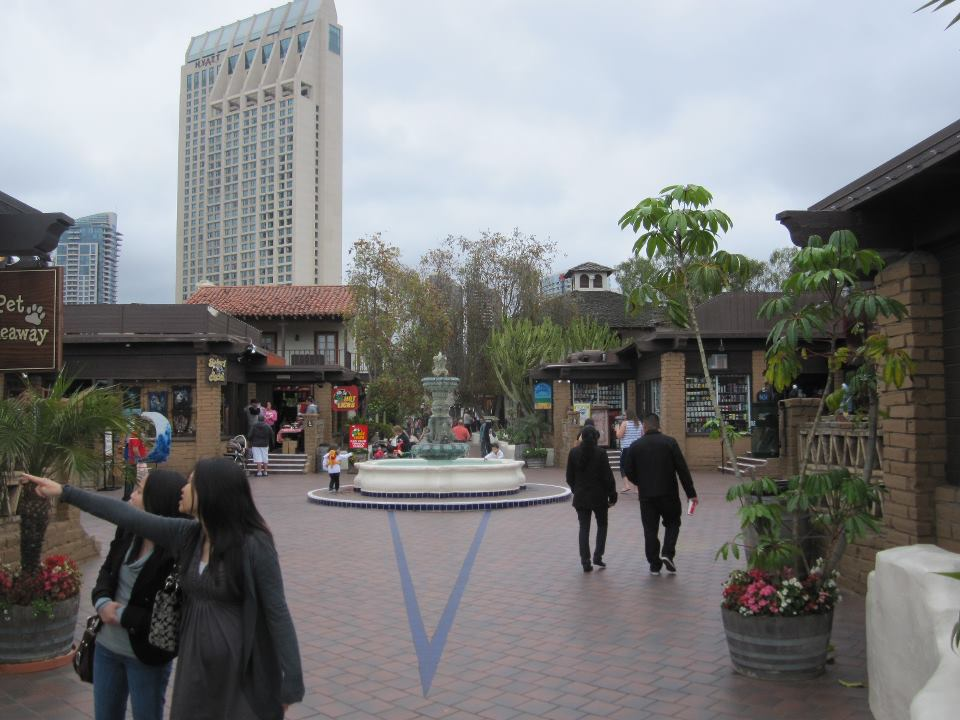
Seaport Village, San Diego, USA

Il Seaport Village è un complesso di negozi e ristoranti che si affaccia sulla Baia di San Diego. Si trova nel centro cittadino di San Diego in California.
Ospita più di 70 negozi, gallerie e ristoranti, in uno spazio di 8.000 m² ed è costituito da edifici indipendenti caratterizzati da diversi stili architettonici, dal vittoriano al messicano. Fu progettato per essere strettamente pedonale, grazie ai 6 km. di tortuose stradine che collegano i diversi edifici. Si trova a due passi dal San Diego Convention Center e dal terminal delle crociere.

## Storia
Il Seaport Village venne costruito dove un tempo si trovava la Punta de los Muertos (spagnolo per "punta dei morti"), zona dove gli esploratori spagnoli seppellivano i morti di scorbuto. Col passare degli anni diventò una ferrovia, con la quale venivano riforniti beni e altri materiali.
Fu sviluppato da Morris Taubman, le sue fondamenta furono gettate nel 1978 e venne inaugurato nel 1980, costruito su un terreno di proprietà del porto di San Diego. La struttura è gestita da GMS Realty.

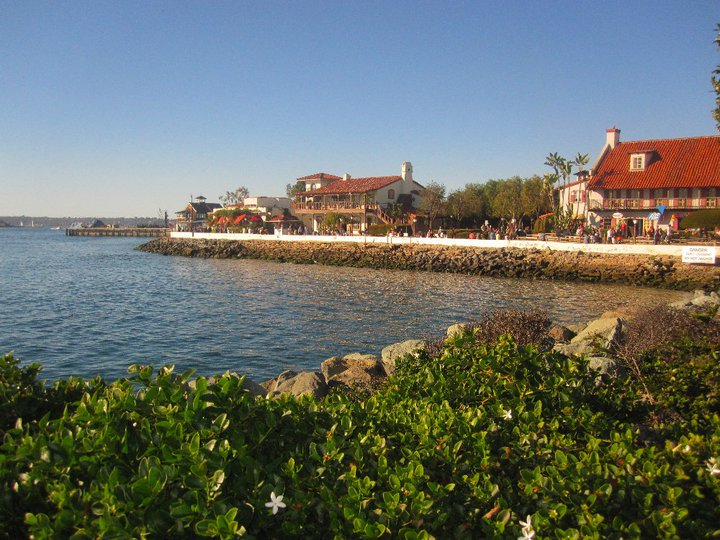
Seaport Village

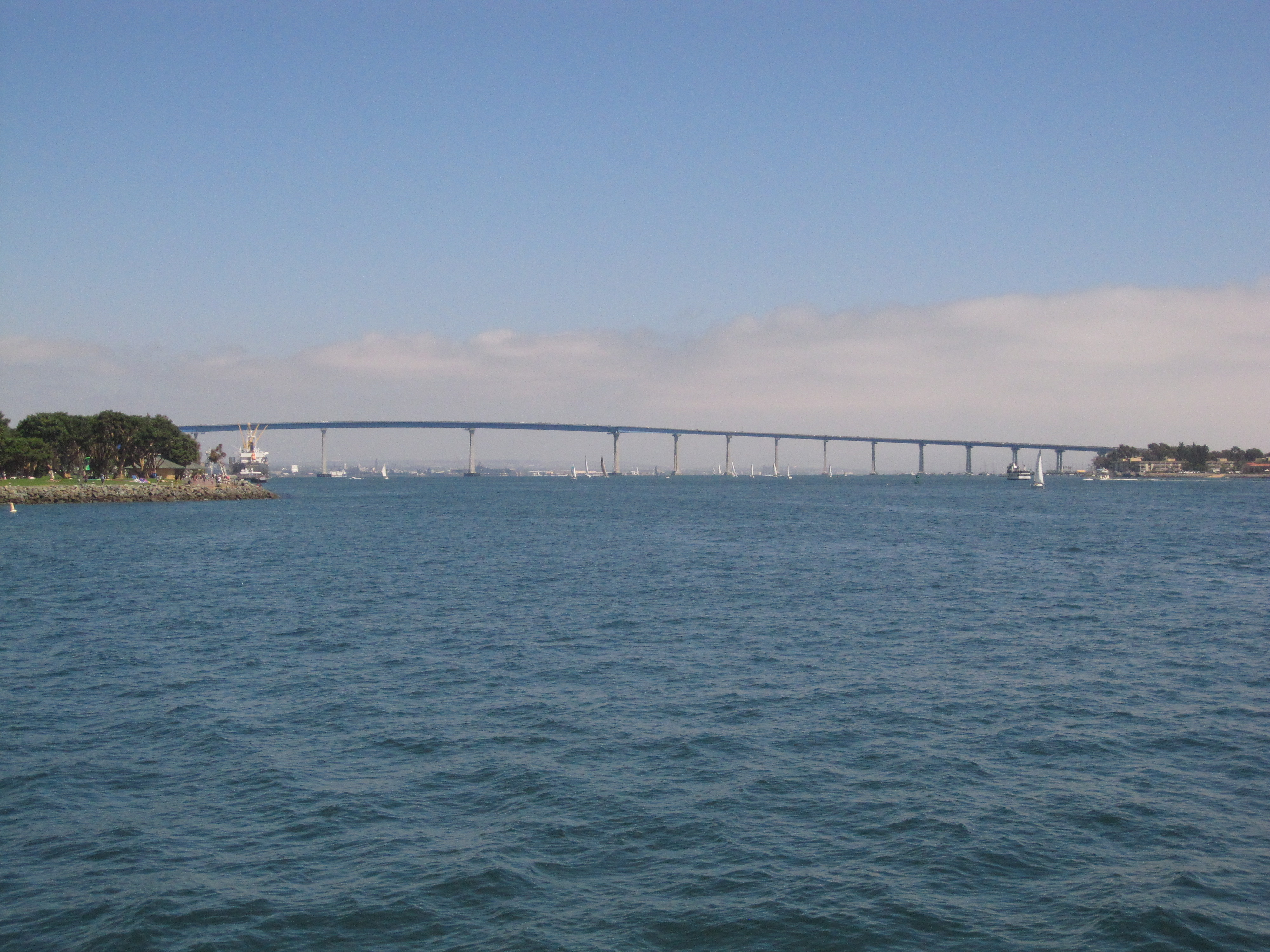
Vista della baia di San Diego e del ponte di Coronado dal Seaport Village

## Negozi
Il complesso ha più di 50 negozi, destinati perlopiù ai turisti, con articoli per crociera e souvenirs di San Diego.

## Ristoranti
Il Seaport Village ospita numerosi ristoranti, che si affacciano sulla baia, oltre a diversi chioschi e fast food. Vi è anche un caffè a bordo della vicina portaerei, ora museo, USS Midway.

## Giostra
Vi è anche una giostra con animali intagliati a mano 121 anni addietro; fu costruita nel 1895. La giostra ne sostituisce un'altra più piccola, che fu venduta nel 2004 dall'impresa che la possedeva.